# 小林莺
小林莺（学名：Setophaga angelae），是雀形目森莺科的一种鸟类。
小林莺体重约7.7克，翼长约52.6毫米，嘴峰长约11.8毫米，喙宽度约3.4毫米，喙厚度约2.7毫米，跗蹠长约16.5毫米，尾长约44.5毫米。小林莺在其分布区内为留鸟，其栖息在密集的高大树木组成的森林中，食性为肉食性，主要食物来源是陆生无脊椎动物。
小林莺分布于波多黎各东部的山区。该物种是单型物种，没有亚种分化。